# The Original High
The Original High es el tercer álbum de estudio del cantautor estadounidense Adam Lambert. Su lanzamiento se llevó a cabo el 16 de junio de 2015 en los Estados Unidos a través del sello discográfico Warner Bros. Records.

## Antecedentes y desarrollo
En julio de 2013, se informó que Lambert había dejado su sello discográfico de cinco años, RCA Records, debido a «diferencias creativas» en su nuevo proyecto, según el artista el sello lo presionó a grabar un álbum compuesto de versiones de los años 1980; era la «única clase de lanzamiento» a la que estaban «dispuestos a ayudar». En ese entonces, Lambert ya estaba «escribiendo nuevo material con algunos colegas muy talentosos», respecto a la oposición de RCA aludió que en esa «música es donde está mi corazón, y creo que eso es lo que mis fanes quieren oír». Al día siguiente de la disolución con RCA el artista fue contratado por el sello discográfico Warner Bros. Records, algo que para Lambert «fue bastante sorprendente y era una especie de alivio». A mediados de enero de 2015, reveló que su próximo álbum sería producido por Max Martin y Shellback, quienes también estarían a cargo de la producción ejecutiva. Según Lambert inició la composición en el 2014, específicamente en Estocolmo, Suecia; en cuanto al proyecto afirmó que «se siente como una nueva era para mí. Emocionalmente, líricamente, musicalmente. Se siente fresco, se siente nuevo. Sigo siendo yo. Es 100 por ciento un nuevo capítulo.». El primer sencillo de The Original High sería lanzado en abril de 2015, y respecto a él relató: «creo que la gente va a estar muy sorprendida.». Martin comentó a Billboard que él y Shellback se dieron cuenta «que una voz y talento como el de Adam Lambert no viene muy a menudo». Reivindicó que les había «encantado la experiencia» con sus trabajos anteriores e «incluso sugirió una relación más profunda donde íbamos a tener la oportunidad de ayudar realmente a definir la música de Adam sobre un álbum completo». Por otro lado sostuvo que «no puedo esperar para que todos puedan escuchar el álbum dinámico. Estamos muy orgullosos de ello y espero que les guste tanto como a nosotros». Por su parte, Lambert dijo que «son unos genios en lo que hacen. Y el ambiente que crean es tan libre de ego. “Vamos a hacer una gran canción”. Y eso es lo que debería ser. Y me dejaron ser yo».

## Lanzamiento
EL 20 de abril de 2015, Lambert reveló los temas que formarían parte de la edición regular y de lujo de The Original High; Brian May de Queen y la cantautora sueca colaboraron en dos de ellas. El álbum se lanzó el 16 de junio de 2015 en los Estados Unidos.

## Promoción

### Sencillos
El 21 de abril de 2015, se lanzó el primer sencillo del disco, «Ghost Town», que contó en su mayoría con elogios por parte de la crítica al considerarla una canción «obsesionantemente pegadiza» e «increíble».

## Lista de canciones
- Edición regular

| The Original High |                        |          |  |
| N.º               | Título                 | Duración |  |
| 1.                | «Ghost Town»           | 3:28     |  |
| 2.                | «The Original High»    | 3:26     |  |
| 3.                | «Another Lonely Night» | 3:45     |  |
| 4.                | «Underground»          | 3:37     |  |
| 5.                | «There I Said It»      | 4:21     |  |
| 6.                | «Rumors» (con Tove Lo) | 3:45     |  |
| 7.                | «Evil in the Night»    | 3:56     |  |
| 8.                | «Lucy» (con Brian May) | 3:32     |  |
| 9.                | «Things I Didn't Say»  | 3:58     |  |
| 10.               | «The Light»            | 3:35     |  |
| 11.               | «Heavy Fire»           | 3:19     |  |

- Edición de lujo

| The Original High |               |          |  |
| N.º               | Título        | Duración |  |
| 12.               | «After Hours» | 2:44     |  |
| 13.               | «Shame»       | 3:26     |  |
| 14.               | «These Boys»  | 3:25     |  |

## Historial de lanzamiento
| País           | Fecha               | Formato               | Discográfica         | Ref.  |
| -------------- | ------------------- | --------------------- | -------------------- | ----- |
| Estados Unidos | 16 de junio de 2015 | CD · descarga digital | Warner Bros. Records | [ 1 ] |